# Die Große Entscheidungsshow 2012
La seconda edizione del Die Große Entscheidungsshow si è tenuta il 10 dicembre 2011 ed ha selezionato il rappresentante della Svizzera all'Eurovision Song Contest 2012 di Baku, in Azerbaigian.
I vincitori dell'edizione sono stati i Sinplus con Unbreakable.

## Preselezioni
Il 22 luglio 2011, SF ha annunciato che 14 canzoni avrebbero preso parte alla finale del 10 dicembre 2011, due in più rispetto all'anno precedente: sei canzoni scelte dall'emittente in lingua tedesca SF, tre dall'emittente radiofonica tedesca DRS 3, tre dall'emittente di lingua francese RTS e due dall'emittente di lingua italiana RSI.

### Selezione di SF
I candidati hanno presentato le loro canzoni dal 1 al 30 novembre 2011. Sono stati inviati complessivamente 221 brani. Tra i concorrenti che hanno inviato le loro canzoni, anche Lys Assia, prima vincitrice dell'Eurovision, e Peter Andersen, rappresentante danese all'Eurovision 2007.
Un mix bilanciato al 50% tra votazioni effettuate su Internet e verdetti di una giuria di esperti hanno deciso i finalisti, annunciati l'11 novembre.
| Artista       | Titolo              | Traduzione                 |
| ------------- | ------------------- | -------------------------- |
| Lys Assia     | C'était ma vie      | È stata la mia vita        |
| Emel          | She                 | Lei                        |
| Ivo           | Peace and Freedom   | Pace e libertà             |
| I Quattro     | Fragile             | -                          |
| Raphael Jeger | The Song in My Head | La canzone nella mia testa |
| Macy          | Shining             | Brillando                  |

### Selezione di DRS 3
L'emittente radiofonica DRS 3 ha scelto internamente i suoi tre artisti, annunciandoli il 13 ottobre. 
Sara McLoud con Lost viene tuttavia squalificata in quanto una versione acustica della sua canzone era stata pubblicata nel 2009, e sostituita da Black Symphony delle Atomic Angels.
| Artista                            | Canzone        | Traduzione    |
| ---------------------------------- | -------------- | ------------- |
| Guillermo Sorya                    | Baby Baby Baby | -             |
| Patric Scott feat. Fabienne Louves | Real Love      | Amore reale   |
| Atomic Angels                      | Black Symphony | Sinfonia nera |
| Sara McLoud                        | Lost           | Persa         |

### Selezione di RSI
RSI ha selezionato 22 canzoni per la selezione online: 5 di esse sono state scelte da una giuria, mentre tra le altre 17 ne sono state selezionate 2 dalle votazioni su Internet. La selezione televisiva ha avuto luogo l'8 novembre 2011 ed è stata trasmessa da RSI LA2. I vincitori sono stati Sinplus e Chiara Dubey.
| Artista        | Canzone         | Traduzione        |
| -------------- | --------------- | ----------------- |
| Gianluca Solci | Giro intorno    | -                 |
| Rossella       | Here I Am       | Sono qui          |
| Scilla         | Masquerade      | Festa in maschera |
| Sinplus        | Unbreakable     | Indistruttibile   |
| Vittoria Hyde  | It's Your Love  | È il tuo amore    |
| Chiara Dubey   | Anima Nuova     | -                 |
| Laetitia       | The Big Picture | Il grande dipinto |

### Selezione di RTS
RTS ha scelto tre finalisti tra le 27 canzoni ricevute, scelti utilizzando una combinazione tra votazioni online e di una giuria di esperti. I tre artisti scelti sono stati Katherine St-Laurent, Sosofluo e Ze Flying Zézettes Orchestra.
| Artista                      | Canzone                              | Risultato                                  |
| ---------------------------- | ------------------------------------ | ------------------------------------------ |
| ADN 2.0                      | Dark light                           | Luci scure                                 |
| Katherine St.-Laurent        | Wrong to let you go                  | Sbagliato lasciarti andare                 |
| Marie-Élaine & Étienne       | Demande-moi                          | Chiedimi                                   |
| Romanz                       | For you (I'll build Rome in one day) | Per te (costruirei Roma in un giorno solo) |
| Sinplus                      | Unbreakable                          | Indistruttibile                            |
| Sosofluo                     | Quand je ferme les yeux              | Quando fermo gli occhi                     |
| The Kompozit                 | Le faim du monde                     | La fame del mondo                          |
| Valentine de Rham            | It doesn't have to rain today        | Non deve piovere per forza oggi            |
| Vartoch' et les Aliens       | Boum sur saturne                     | Bum su Saturno                             |
| Ze Flying Zézettes Orchestra | L'autre                              | L'altro                                    |

## Finale
La finale ha avuto luogo il 10 dicembre 2011 presso la Bodensee Arena di Kreuzlingen. Le canzoni sono state commentate da un gruppo di esperti formato da Nik Hartmann, Carlos Leal e Stämpf. Il vincitore è stato deciso dal televoto.
| #  | Artista                            | Canzone                 | Punteggio | Posizione |
| -- | ---------------------------------- | ----------------------- | --------- | --------- |
| 1  | Patric Scott feat. Fabienne Louves | Real Love               | 9,81%     | 6         |
| 2  | Emel                               | She                     | 1,3%      | 11        |
| 3  | Chiara Dubey                       | Anima nuova             | 13,82%    | 3         |
| 4  | Guillermo Sorya                    | Baby Baby Baby          | 1,19%     | 12        |
| 5  | Macy                               | Shining                 | 3,49%     | 9         |
| 6  | Sosofluo                           | Quand je ferme les yeux | 1,08%     | 14        |
| 7  | Atomic Angels                      | Black Symphony          | 2,36%     | 10        |
| 8  | Ivo                                | Peace & Freedom         | 16,02%    | 2         |
| 9  | Ze Flying Zézettes Orchestra       | L'autre                 | 1,17%     | 13        |
| 10 | Raphael Jeger                      | The Song In My Head     | 5,96%     | 7         |
| 11 | I Quattro                          | Fragile                 | 10,56%    | 4         |
| 12 | Sinplus                            | Unbreakable             | 17,87%    | 1         |
| 13 | Lys Assia                          | C'était ma vie          | 5,46%     | 8         |
| 14 | Katherine St-Laurent               | Wrong to let you go     | 9,91%     | 5         |